# Archipel de L'Isle-aux-Grues
L'archipel de L'Isle-aux-Grues est un groupe de 21 îles situé dans le Saint-Laurent, entre la pointe nord-est de l'Île d'Orléans et la municipalité de L'Islet.
Seules l'île aux Grues et Grosse Île sont accessibles au public, les autres sont des îles privées. Les îles de l'archipel font partie de la municipalité de Saint-Antoine-de-l'Isle-aux-Grues, sauf l'île au Ruau et l'île Madame qui font partie de Saint-François-de-l'Île-d'Orléans. L'île d'Orléans ne fait pas partie de l'archipel.

## Toponymie
Le nom archipel de L'Isle-aux-Grues provient du nom de la plus grande île de l'archipel, l'île aux Grues. Le nom Isle-aux-Grues a été donné à cette île par des explorateurs français qui croyaient avoir aperçu des grues aux abords de l'île. Les oiseaux qu'ils avaient aperçus étaient en réalité des grands hérons qui sont des oiseaux quelque peu semblables aux grues et que l'on peut voir, encore aujourd'hui, en grand nombre autour de l'île. Bien qu'il n'y ait jamais eu de grues à l'île aux Grues, on utilise encore ce nom pour désigner l'île.

## Principales îles
| 1 2 3 4 5 6 7 8 9 10 11 12 13 14 15 16 17 18 19 20 |

- 1 - L'île aux Grues, la principale île et la seule habitée en permanence. Elle mesure 7 km de long par 2 km de large. L'île est reliée à Montmagny par un traversier sauf durant les mois d'hiver durant lesquels la glace empêche le traversier de se rendre à Montmagny. Durant l'hiver, l'île est uniquement accessible par avion. Depuis plus d'une dizaine d'années, les écoliers de L'Isle-aux-Grues vont maintenant à l'école en avion. Matin et soir, les jeunes doivent se rendre à Montmagny, la ville la plus près, afin de se rendre à l'école primaire Saint-Pie-X et à l'école secondaire Louis-Jacques-Casault. C'est à cet endroit que le peintre Jean-Paul Riopelle a vécu les dernières années de sa vie et a créé ses dernières œuvres.
- 2 - L'île aux Oies, presque aussi grande et reliée à la précédente par des battures. Elle appartient à un club de chasse privé et n'est pas accessible au public.
- 3 - La Grosse-Île, longtemps lieu de quarantaine pour les immigrants et immigrantes et maintenant site historique national. Cette dernière est accessible via différents croisiéristes, dont les Croisières Lachance[1].
- 4 - L'île Sainte-Marguerite, elle aussi privée et appartenant à un club de chasse.
- 5 - L'île au Canot, appartenant à la famille Lachance qui y sont originaires. On y retrouve une pourvoirie de chasse.
- 6 - L'île Longue
- 7 - L'île à Deux Têtes, appartenant à Daniel Laprise. Le nom de l'ile lui provient des deux collines très visibles sur son relief. Puisqu'elle est très boisée, c'est une ile peu propice à la chasse. Elle n'a jamais été habité[2].
- 8 - L'île Patience, elle est inhabitée et entourée de récifs.
- 9 - L'île la Sottise (son nom vient de l'anglais south east, puisque l'île se situe au sud-est de la Grosse-Île)
- 10 - L'île Gointon, elle est reliée à la Grosse-Île par un haut fond.
- 11 - L'île de la Corneille
- 12 - L'île à Durand
- 13 - L'île du Cheval, où se trouve une location touristique. Son nom lui vient du fait que les habitants de l'Isle-aux-Grues y laissaient paitre leurs chevaux en liberté[3].
- 14 - L'île Ronde
- 15 - L'île au Ruau, son nom proviendrait du bras secondaire de rivière permettant de rejoindre le chenal des Grands Voiliers[4]. Elle abrite un club de chasse privé.
- 16 - L'île Madame
- 17 - L'île du Calumet
- 18 - L'île aux Canards
- 19 - L'île à l'Oignon
- 20-21 - Les 2 îles aux Frères

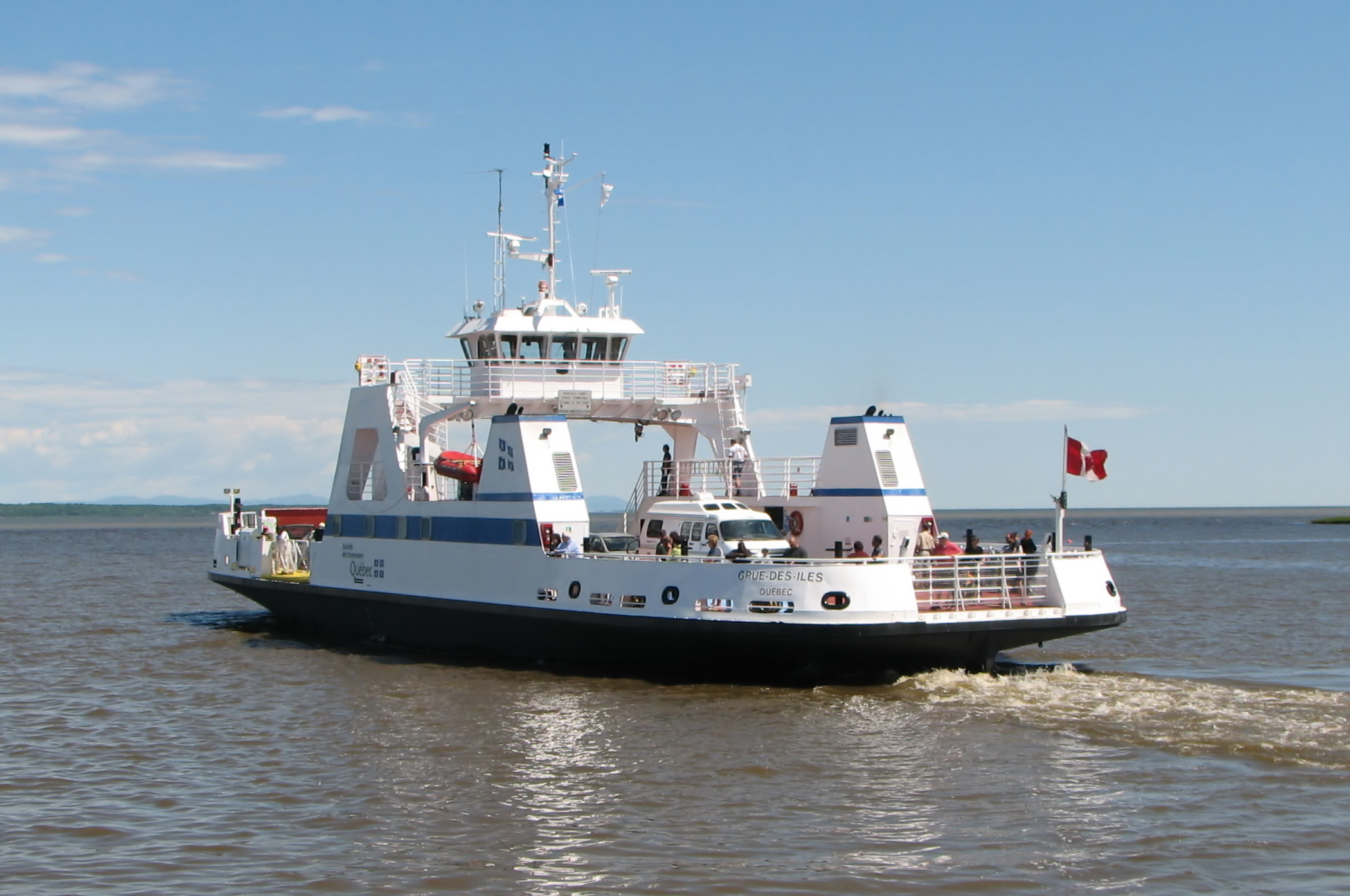
Le Grue-des-Iles reliant Montmagny et l'Isle-aux-Grues.
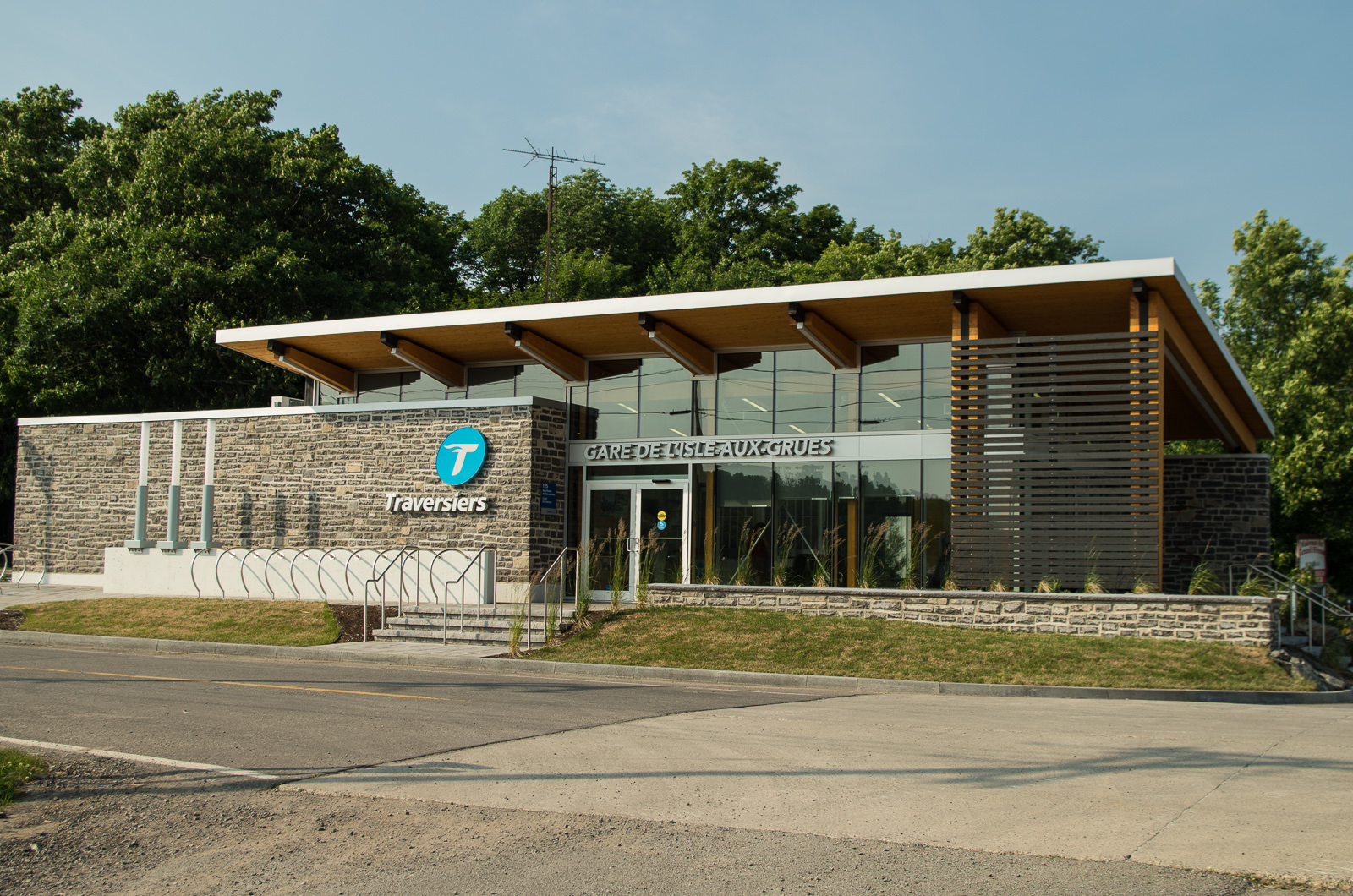
Gare fluviale de L’Isle-aux-Grues, de la Société des traversiers du Québec, inaugurée le 20 juin 2014.

### Rochers ou affleurements
- La caye aux Goélands[5]

|  |

## Artistes et écrivains
- Mireille Gagné (nouvelliste, poète) - Elle est née en avril 1982 à l'Isle-aux-Grues.
- Jean-Paul Riopelle (graveur, peintre, sculpteur) - Dès 1976, il foule l'Isle-aux-Grues pour y chasser et observer les oies. Il choisit d'y habiter. Il est mort à l'Isle-aux-Grues le 12 mars 2002.